# Norra Långtjärnen (Sunnemo socken, Värmland)
Norra Långtjärnen är en sjö i Hagfors kommun i Värmland och ingår i Göta älvs huvudavrinningsområde. Sjön är 9 meter djup, har en yta på 0,196 kvadratkilometer och befinner sig 177,3 meter över havet.

## Delavrinningsområde
Norra Långtjärnen ingår i det delavrinningsområde (663635-137996) som SMHI kallar för Utloppet av Skärgen. Medelhöjden är 232 meter över havet och ytan är 26,31 kvadratkilometer. Det finns inga avrinningsområden uppströms utan avrinningsområdet är högsta punkten. Tjärnsälven (Näsälven) som avvattnar avrinningsområdet har biflödesordning 2, vilket innebär att vattnet flödar genom totalt 2 vattendrag innan det når havet efter 311 kilometer. Avrinningsområdet består mestadels av skog (87 procent). Avrinningsområdet har 2,77 kvadratkilometer vattenytor vilket ger det en sjöprocent på 10,5 procent.